# TUBEst
『TUBEst』（チューベスト）は、日本のロックバンドであるTUBEの1作目のベスト・アルバム。
1989年12月21日にCBS・ソニーからリリースされた。9枚目のオリジナル・アルバム『SUMMER CITY』（1989年）から半年振りにリリースされた作品であり、1985年から1989年までにリリースされたシングル曲を中心に構成されている。パナソニック「カー・コンポ CDin VZ700」のコマーシャルソングとして使用されたシングル「Stories」は本作においてアルバム初収録となった。
「SUMMER CITY」および「Stories」を除き、メンバー自作曲に移行する前のシングルがリリース順に収録されており、またTUBEのサブプロジェクトであった渚のオールスターズの楽曲が3曲収録されている。本作はオリコンアルバムチャートにおいて最高位は第5位となったが登場週数は92回とロングセラーになり、売り上げ枚数は最終的に100万枚を超えたため日本レコード協会からミリオン認定を受けている。

## 構成
デビューした1985年から1989年までにリリースされたシングルを中心に収録されたTUBE初のベスト・アルバム。書籍『地球音楽ライブラリー チューブ 改訂版』では、冒頭の2曲について「PreTUBE（試運転）的である」と記しており、3曲目「シーズン・イン・ザ・サン」がその後のTUBEの路線を決定付けたと主張している。
また同書では、本作によってTUBEが夏期と冬期において明確に色分けしたシングルをリリースしていたことを再確認できると主張し、「TUBEのもうひとつの顔」を浮き上がらせる結果になると指摘した上で、本作がセルフカバー・アルバム『Melodies & Memories』（1994年）の制作に繋がったのではないかと推測している。
その他、TUBEのサブプロジェクトとして1987年から1989年まで活動した渚のオールスターズの楽曲が3曲収録されており、書籍『地球音楽ライブラリー チューブ 改訂版』では織田哲郎のボーカルについて「Another TUBE」であると表現し、「肩の力を思いきり抜いた彼らがいる」と記している。

## リリース、チャート成績、アートワーク
本作は1989年12月21日にCBS・ソニーからCDおよびCTの2形態でリリースされた。パナソニック「カー・コンポ CDin VZ700」のコマーシャルソングとして使用され、同年12月1日にシングルとしてリリースされた「Stories」はオリジナル・アルバムには収録されず、本作においてアルバム初収録となった。
本作はオリコンアルバムチャートにて最高位第5位の登場週数92回で売り上げ枚数は62.7万枚となった。本作の裏ジャケットが駄洒落のようになっていることについて、2006年に刊行された書籍『地球音楽ライブラリー チューブ 改訂版』では「今なら＜おやじギャグ＞の範疇だが、当時はぎりぎりセーフだったのだろうか（笑）」と記している。
ソニー・ミュージックによる「MDソフト第1弾作品88タイトル」のラインナップとして本作が選定され、1992年11月1日にMDでリリースされた他、2003年5月2日にはCD盤が再リリースされている。

## 収録曲
- CDブックレットに記載されたクレジットを参照[6]。

| #         | タイトル                       | 作詞      | 作曲               | 編曲                     | 時間  |
| --------- | ------------------------------ | --------- | ------------------ | ------------------------ | ----- |
| 1.        | 「ベストセラー・サマー」       | 三浦徳子  | 鈴木キサブロー     | 武部聡志、鈴木キサブロー | 3:17  |
| 2.        | 「センチメンタルに首ったけ」   | 三浦徳子  | 鈴木キサブロー     | 長戸大幸                 | 3:14  |
| 3.        | 「シーズン・イン・ザ・サン」   | 亜蘭知子  | 織田哲郎           | 織田哲郎                 | 4:04  |
| 4.        | 「ビコーズ・アイ・ラブ・ユー」 | 亜蘭知子  | 長戸大幸、西村麻聡 | 長戸大幸                 | 4:46  |
| 5.        | 「SUMMER DREAM」               | 亜蘭知子  | 織田哲郎           | 織田哲郎                 | 4:12  |
| 6.        | 「ダンス・ウィズ・ユー」       | 亜蘭知子  | 栗林誠一郎         | 長戸大幸                 | 4:08  |
| 7.        | 「Beach Time」                 | 亜蘭知子  | 織田哲郎           | 織田哲郎                 | 3:53  |
| 合計時間: | 合計時間:                      | 合計時間: | 合計時間:          | 合計時間:                | 27:34 |

| #         | タイトル                                | 作詞      | 作曲       | 編曲      | 時間  |
| --------- | --------------------------------------- | --------- | ---------- | --------- | ----- |
| 8.        | 「Remember Ｍe」                        | 前田亘輝  | 栗林誠一郎 | 明石昌夫  | 5:19  |
| 9.        | 「SUMMER CITY」                         | 前田亘輝  | 前田亘輝   | 和泉一弥  | 3:57  |
| 10.       | 「Stories」                             | 前田亘輝  | 春畑道哉   | TUBE      | 5:07  |
| 11.       | 「渚のMerry Boys」(渚のオールスターズ)  | 亜蘭知子  | 織田哲郎   | 織田哲郎  | 3:02  |
| 12.       | 「Be My Venus」(渚のオールスターズ)     | 亜蘭知子  | 織田哲郎   | 織田哲郎  | 4:43  |
| 13.       | 「DAY IN VACATION」(渚のオールスターズ) | 亜蘭知子  | 織田哲郎   | 織田哲郎  | 3:53  |
| 合計時間: | 合計時間:                               | 合計時間: | 合計時間:  | 合計時間: | 26:01 |

## スタッフ・クレジット
- CDブックレットに記載されたクレジットを参照[7]。

### TUBE
- 前田亘輝
- 春畑道哉
- 松本玲二
- 角野秀行

### 録音スタッフ
- 長戸大幸 – プロデューサー
- 小松久 – ディレクター
- 渡部良 – ディレクター
- 寺尾広 – ディレクター
- 野村昌之 – エンジニア
- 坂本充弘 – エンジニア
- スタジオバードマン・ミキシング・チーム – エンジニア

### 美術スタッフ
- 仁張明男 – アート・ディレクション、デザイン
- 橋本尚美 – アート・ディレクション、デザイン
- 杉山芳明 – 写真撮影
- 中村庸夫 – 写真撮影
- いいじまりえこ – スタイリスト
- 吉田和則 – ヘアー&メイク
- 浅沼テイジ – ウェーブ・アート

### その他スタッフ
- Peavey Electronics（英語版） – サンクス
- ヴァレー・アーツ – サンクス
- カシオ計算機 – サンクス
- フェルナンデス – サンクス
- オベーション – サンクス
- プロマーク（英語版） – サンクス
- コルグ – サンクス
- ヤマハR&D – サンクス
- 中部国際ゴルフクラブ – サンクス
- 中島正雄 – スペシャル・サンクス
- つだとしただ（ホワイトミュージック） – スペシャル・サンクス
- 橋爪健康 – エグゼクティブ・プロデューサー
- 菅原潤一 – エグゼクティブ・プロデューサー

## チャート、認定
| チャート         | 最高順位 | 登場週数 | 売上数   | 規格   | 出典  |
| ---------------- | -------- | -------- | -------- | ------ | ----- |
| 日本（オリコン） | 5位      | 92回     | 62.7万枚 | CD, CT | [ 2 ] |

| 国/地域 | 認定組織         | 日付      | 認定             | 売上数     | 出典   |
| ------- | ---------------- | --------- | ---------------- | ---------- | ------ |
| 日本    | 日本レコード協会 | 1990年8月 | ゴールド         | 200,000+   | [ 8 ]  |
| 日本    | 日本レコード協会 | 1991年9月 | プラチナ         | 400,000+   | [ 9 ]  |
| 日本    | 日本レコード協会 | 1993年9月 | ダブル・プラチナ | 800,000+   | [ 10 ] |
| 日本    | 日本レコード協会 | 1995年6月 | ミリオン         | 1,000,000+ | [ 3 ]  |

## リリース日一覧
| No. | 地域 | リリース日     | レーベル                                     | 規格         | カタログ番号 | 備考                   | 出典                      |
| --- | ---- | -------------- | -------------------------------------------- | ------------ | ------------ | ---------------------- | ------------------------- |
| 1   | 日本 | 1989年12月21日 | CBS・ソニー                                  | CD           | CSCL-1085    |                        | [ 2 ] [ 4 ] [ 11 ] [ 12 ] |
| 2   | 日本 | 1989年12月21日 | CBS・ソニー                                  | CT           | CSTL-1085    |                        | [ 2 ] [ 4 ]               |
| 3   | 日本 | 1992年11月1日  | CBS・ソニー                                  | MD           | SRYL-7034    |                        |                           |
| 4   | 台湾 | 2000年5月29日  | -                                            | CD           | -            |                        |                           |
| 5   | 日本 | 2003年5月2日   | ソニー・ミュージックアソシエイテッドレコーズ | CD           | AICL-1428    |                        | [ 4 ] [ 13 ] [ 14 ]       |
| 6   | 韓国 | 2004年3月25日  | -                                            | CD           |              |                        |                           |
| 7   | 日本 | 2012年11月7日  | ソニー・ミュージックレーベルズ               | AAC-LC       | -            | デジタル・ダウンロード | [ 15 ]                    |
| 8   | 日本 | 2012年11月7日  | ソニー・ミュージックレーベルズ               | ロスレスFLAC | -            | デジタル・ダウンロード | [ 16 ]                    |